# Vingo
El vingo es un juego de cartas con baraja española de 48 cartas más los 2 comodines, difundido en la región del Río de la Plata principalmente en Uruguay.
El juego del vingo consiste en deshacerse de todas las cartas de la mano colocando cartas del mismo palo o del mismo número en el maso de resto.

## Reglamento

### Reparto inicial
El juego empieza repartiendo 5 cartas para cada jugador, siendo de dos a seis personas como máximo, el primero que tira es el jugador a la derecha del repartidor.
El jugador que baraja las cartas además de repartir pondrá una carta boca arriba y el resto de estas en un mazo hacia un costado de la misma.

## Juego
El primer jugador debe tirar una de sus cartas del mismo palo o el mismo número que la carta boca arriba. Si no tiene la carta debe tomar una del mazo, y si la que toma le sirve la puede tirar de lo contrario dirá 'paso' y seguirá el próximo jugador.
Hay dos cartas que se pueden tirar no coincidiendo con la última carta boca arriba correspondiente.  Estas son, el once de cualquiera de los cuatro palos, porque tiene la función de cambiar al palo que se desee y se puede tirar en cualquier momento, y la otra es el comodín que su función es hacer agarrar cinco cartas al próximo jugador.
Los unos sirven para cambiar el sentido de la ronda, si iba en sentido contrario de las agujas del reloj este cambiará para el contrario.
Los sietes y los doces saltean al próximo rival evitando que este tire.
Los dos hacen que el jugador siguiente tome dos cartas del maso y el comodín cinco; cuando un participante tira una carta de esas dos el siguiente podrá defenderse tirando otro dos o un comodín siguiendo así hasta que uno no pueda defenderse y deba agarrar el número de cartas sumados.

## Enlaces
Vingo Archivado el 26 de julio de 2021 en Wayback Machine.
- Datos: Q16646585